# Darkside (zespół muzyczny)
Darkside (stylizowane jako DARKSIDE) – amerykański zespół muzyki elektronicznej, założony w 2011 roku w Nowym Jorku przez Dave’a Harringtona i Nicolasa Jaara. Wydał dwa albumy studyjne. Gra muzykę z kręgu downtempo, ambientu, muzyki eksperymentalnej i dubu.

## Historia i kariera muzyczna
W 2011 roku Nicolas Jaar odbywał wraz z zespołem trasę koncertową promując swój album Space Is Only Noise. W trakcie trasy dołączył do niego Dave Harrington. Obaj poznali się podczas studiów na Brown University. W trakcie trasy utworzyli zespół Darkside, który jeszcze w tym samym 2011 roku wydał EP-kę zatytułowaną swoją nazwą, a w grudniu zadebiutował na żywo w Music Hall of Williamsburg.
W 2013 roku zespół zrealizował, pod nazwą Daftside, album Random Access Memories Memories, będący remiksem czwartego studyjnego albumu Daft Punk. Muzycy udostępnili swoje dzieło za pośrednictwem serwisu SoundCloud. 8 października tego samego roku ukazał się debiutancki album zespołu, Psychic, wydany przez Matador Records oraz własną wytwórnię, Other People. Album zyskał uznanie. Jego zawartość była połączeniem muzyki elektronicznej z gitarowym rockiem z wpływami jazzu, worldbeatu, a nawet muzyki klasycznej i różnych tradycji popowych. Jak wyjaśniał Harrington: „to, co zrobiliśmy, jest potajemnie trochę dziwne. Zrobiliśmy to, co chcieliśmy usłyszeć, nie zwracając uwagi na to, komu jeszcze może się to spodobać”.
W 2015 roku zespół wydał własną wersję singla „Digital Witness” St. Vincent oraz swoje koncertowe DVD, Psychic Live.
Latem 2018 roku Harrington i Jaar wynajęli niewielki dom w Lenni-Lenape (we Flemington w stanie New Jersey). Muzycy spędzili tam tydzień, tworząc sześć piosenek przewidzianych na nowy album, Spiral. Album został ukończony w 2019 roku. Został miksowany przez Rashada Beckera i zmasterowany przez Hebę Kadry. Według zapowiedzi Matador Records miał zostać wydany wiosną 2021 roku. Ostatecznie ukazał się 23 lipca. Wcześniej, 5 listopada 2020 roku zespół udostępnił za pośrednictwem platform streamingowych (w tym Bandcampu) swój album koncertowy, zarejestrowany 17 lipca 2014 roku. Na wydawnictwie znalazło się sześć koncertowych wersji utworów z albumu Psychic: „Freak, Go Home”, „The Only Shrine I've Seen”, „Heart”, „Metatron”, „Paper Trails” i „Golden Arrow”.
Na początku 2022 roku Harrington i Jaar udostępnili na YouTube trwającą 6 i pół minuty piosenkę „Ecdysis!”, zarejestrowaną podczas sesji nagraniowych albumu Spiral, ale wcześniej nie publikowaną. W grudniu tego samego roku zapowiedzieli pierwszą od 2014 roku trasę koncertową zespołu. Trasa zaplanowana została na maj i czerwiec 2023 roku i ma objąć: Francję (Lyon, Marsylię, Paryż i Tuluzę), Hiszpanię (Barcelonę i Madryt) oraz Wielką Brytanię (Manchester i Londyn).

## Działalność solowa
Oprócz działalności w zespole obaj muzycy realizują również solowe projekty muzyczne. Jaar wydał szereg albumów pod własnym nazwiskiem (w tym Telas, określony przez NME mianem „najbardziej awangardowego dzieła do tej pory”), dwa albumy pod pseudonimem Against All Logic, napisał też ścieżkę dźwiękową do filmu Ema w reżyserii Pabla Larraína (2019). Harrington natomiast opublikował dwa albumy ze swoim zespołem Dave Harrington Group: Become Alive (2016) i Pure Imagination, No Country (2019).

## Wpływy
Obaj muzycy mają całkowicie odmienne doświadczenia muzyczne. Nicolas Jaar dorastał w nowojorskiej, podziemnej scenie minimal techno, wydając serię tanecznych singli, które przyniosły 18-letniemu wówczas producentowi szybką sławę, natomiast Dave Harrington zaczynał, również w Nowym Jorku, jako młody basista, studiując eksperymentalny jazz i zakradając się jako nastolatek na nocne jam sessions. W końcu zajął się kompozycją i sztuką performance.
Według Patricka Lyonsa z magazynu Stereogum muzyka Darkside stanowi syntezę „eklektycznych zainteresowań elektronicznego cudownego dziecka, Nicolása Jaara i wirtuozerskiego gitarzysty jazzowego Dave’a Harringtona [połączonych] w sposób, który wydawał się niemal całkowicie nowy”, pomimo oczywistych – zdaniem autora – duchowych wpływów takich artystów jak: Can, Miles Davis (z „elektrycznego” okresu jego twórczości), The Orb, a nawet Pink Floyd.

## Dyskografia

### Albumy studyjne
- Psychic (2013)
- Spiral (2021)

### Albumy koncertowe
- Psychic Live July 17 2014 (2020)

### EP
- Darkside EP (2011)

### Single
- „Heart” (promo, 2013)
- „Paper Trails” (promo, 2014)
- „Liberty Bell” (2020)

### DVD
- Psychic Live (2015)